# Miezonoptică
Miezonoptica sau miezonopterul ori polunoșnița (în grecește Mesonyktikon; în slavonă Polúnoschnitsa) e, în liturgica creștină, în ritul bizantin, unul din ceasurile mici, făcând parte din cele șapte laude de peste zi. Este una din slujbele din Slujbele Zilnice ale Bisericii Ortodoxe. Aceasta are o origine în pietatea monastică inspirată de Psalmul 118:62, "La miezul nopții m-am sculat ca să Te laud pe Tine, pentru judecățile dreptății Tale," dar și de parabola evanghelică a celor 10 fecioare (Matei 25:1-13).
Numele de Miezonoptică este uneori tradus prin Nocturnele, termen împrumutat din tradiția liturgică apuseană; trebuie precizat, totuși, că în apus, "Nocturna" se referă la o parte din slujba complet diferită a Utreniei
Inițial, călugării se trezeau în mijlocul nopții pentru a cânta laude lui Dumnezeu. Sfântul Simeon Noul Teolog menționează Psalmul 118, o parte componentă importantă a Miezonopticii din zilele de lucru, ca fiind spusă de călugări, fiecare în chilia lui, înainte de Utrenie. În majoritatea locurilor unde se mai ține în prezent Miezonoptica, aceasta este combinată cu Utrenia și cu Primul Ceas într-una din cele trei slujbe compuse, prezente și în Tipic.
În privința Miezonopticii, Sfântul Marcu din Efes spune: "Începutul tuturor imnurilor și rugăciunilor către Dumnezeu este vremea (kairos) rugăciunii de la miezul nopții. Prin ridicarea din somn în acest scop, simbolizăm mutarea din viața înșelăciunii întunericului către vața care este, după spusele lui Hristos, liberă li luminoasă, iar prin această rugăciune începem venerarea lui Dumnezeu. Pentru că este scris: Poporul care locuia întru întuneric va vedea lumină mare și voi cei ce locuiați în latura umbrei morții lumină va străluci peste voi. (Isaia 9:1." Starea generală a acestei slujbe este una de pocăință, îmblânzită de o atitudine de așteptare plină de speranță.
În tradiția rusă, Miezonoptica este adesea precedată de Rugăciunea de dimineață sau această rugăciune este încorporată în Pavecerniță, care altfel ar fi fost spusă de monahi fiecare în chilia lui. La sfârșitul Miezonopticii, chiar la sfârșitul încheierii, în multe locuri există tradiția cinstirii și închinării a celor prezenți la icoane și moaștele sfinților din biserica respectivă.
În cărțile de rugăciune grecești, se folosește o formă modificată a Miezonopticii pe post de Rugăciune de dimineață pentru laici, în timp ce o versiune modificată a Pavecerniței mici este folosită pentru Rugăciunea de seară.
În vremurile noastre, Miezonoptica poate avea patru forme, în funcție de ziua în care se ține: (a) pentru zile de lucru, (b) pentru sâmbăta, (c) pentru duminica și (d) o variantă unică, ce se ține doar în Sâmbăta Mare ca parte componentă a Vegherii de Sfintele Paști. Adesea, Sâmbăta Mare este singura zi din an în care se slujește Miezonoptica în parohii.

## Structura Miezonopticii
Miezonoptica poate fi împărțită în patru părți:
1. Deschiderea—constă din rugăciunea obișnuită cu care sunt deschise majoritatea slujbelor ortodoxe: binecuvântarea preotului și rugăciuni citite de citeț, inclusiv trisaghionul și Tatăl Nostru, care se sfârșesc cu chemarea la rugăciune "Veniți, pe Domnul Dumnezeul nostru să-L cinstim...."
2. Prima parte—psalmul 50 și o catismă din Psaltire (vezi mai jos), Crezul de la Niceea, Trisaghionul și Rugăciunea Domnului urmată de tropare și de rugăciuni, încheindu-se cu o binecuvântarea apreotului. În timpul slujbelor din Postul Mare, urmează Rugăciunea Sfântului Efrem Sirul.[6]).
3. A doua parte—"Veniți, pe Domnul Dumnezeul nostru să-L cinstim..." și psalmii 120 și 133, urmați de Trisaghion, troparele de pocăință și mijlocirea și binecuvântarea preotului.
4. Încheierea—în continuare urmează o cerere recirocă de iertare între preot și toți credincioșii prezenți. Apoi preotul citește o rugăciune în timpul căreia toată lumea prezentă cântă încet și rar "Doamne miluiește," la sfârșit preotul acordând ultima binecuvântare.

## Zilele de lucru ale săptămânii
Trăsătura dinstinctivă a Miezonopticii din zilele de lucru ale săptămânii este citirea catismei 17 care cuprinde psalmul 118, cel mai lung psalm din Biblie, în prima parte a slujbei. Troparele cântate în prima parte sunt troparele Mirelui: "Iar la miezul nopții s-a făcut strigare: Iată, mirele vine!...", reamintindu-ne de Parabola fecioarelor înțelepte și a celor nebune (Matei 25:1-13). Primul dintre aceste tropare este, de asemenea, cântat la Vecernie în Săptămâna Mare, de unde și numele acestor Utrenii de "Rugăciunea Mirelui."

## Sâmbăta
Sâmbăta, psalmul 118 este citit întotdeauna la Utrenie, de aceea el este înlocuit cu Catisma a IX-a care conține psalmii 64-69. Troparele din prima parte sunt diferite de cele cântate în zilele de lucru ale săptămânii. Înainte de a doua parte este citită o rugăciune specială a Sfântului Eustratie.

## Duminica
Duminica, psalmul 118 este citit adesea (cu toate că nu întotdeauna) la Utrenie, deci el nu mai este citit la Miezonoptică. În mod normal, acest psalm este înlocuit de un Canon al Sfintei Treimi, compus de Sfântul Teofan Arhivat în 1 ianuarie 2007, la Wayback Machine., cântat în glasul săptămânii, conform Octoihului. Deoarece slujba de duminică este mai lungă decât de obicei, deoarece ea prăznuiește Învierea Domnului, Miezonoptica este mai scurtă. Crezul de la Niceea, troparele și rugăciunile din prima parte, dar și cele din partea a II-a ale slujbei sunt omise. În schimb, după canon, sunt cântate imnuri speciale în onoarea Sfintei Treimi, compuse de Sfântul Grigorie din Sinai, urmate de Trisaghion, Rugăciunea Domnului și Ipacoi, în glasul săptămânii. Rugăciunea Sfântului Marcu Călugărul către Prea Sfânta Treime este citită, fiind urmată de iertarea reciprocă, Litanie și Încheiere.
În tradiția rusă, în fiecare duminică este slujită o Veghe de Toată Noaptea (care începe sâmbătă seara) și de aceea Miezonoptica și Pavecernița sunt omise, de obicei. În unele locuri, Miezonoptica este slujită înainte de Ceasuri și Liturghie. De obicei, grecii nu slujesc Veghea de Toată Nopatea duminica, astfel încât ei pot sluji Miezonoptica la momentul ei obișnuit înainte de Utrenia de duminica dimineața.

## Sâmbăta Mare
În Sâmbăta Mare și Sfântă, Miezonoptica are o formă specială doar pentru această zi din an. Este ultima slujbă din cartea de slujbă a Triodului. În tradiția rusă, slujba seține lângă epitaf, un giulgiu brodat cu imaginea lui Hristos pregătit pentru a fi pus în mormânt, care a fost așezat pe un catafalc în centrul bisericii. După Deschidere și psalmul 50, se cântă Canonul Sâmbetei Mari (este repetat cel de la Utrenia din noaptea de dinainte) ca o meditație la sensul morții lui Hristos și a coborârii Sale la iad. În timpul ultimei strofe a canonului, preotul și diaconul duc epitaful înapoi în Altar și îl așază pe Masa Altarului, unde va rămâne pe durata sărbătorilor pascele ca o aducere aminte a hainelor de înmormântare rămase în mormântul gol (Ioan 20:5). Apoi este citită o litanie scurtă iar preotul face Încheierea. Toate luminile din biserică sunt stinse, iar toți credincioșii așteaptă în liniște și întuneric sosirea miezului nopții, când este prăznuită Învierea Domnului.
Tradiția bizantină este similară. Epitaful este deja dus în Altar în timpul Utreniei din Sâmbăta Mare, astfel încât slujba este cântată fără deplasarea trupului lui Hristos din mormânt. În practica zilelor noastre, litania și încheierea sunt înlocuite de apolytikion? al Învierii, cântat pe glasul al II-lea, Când Te-ai coborât la moarte.